# Castellers d'Altafulla

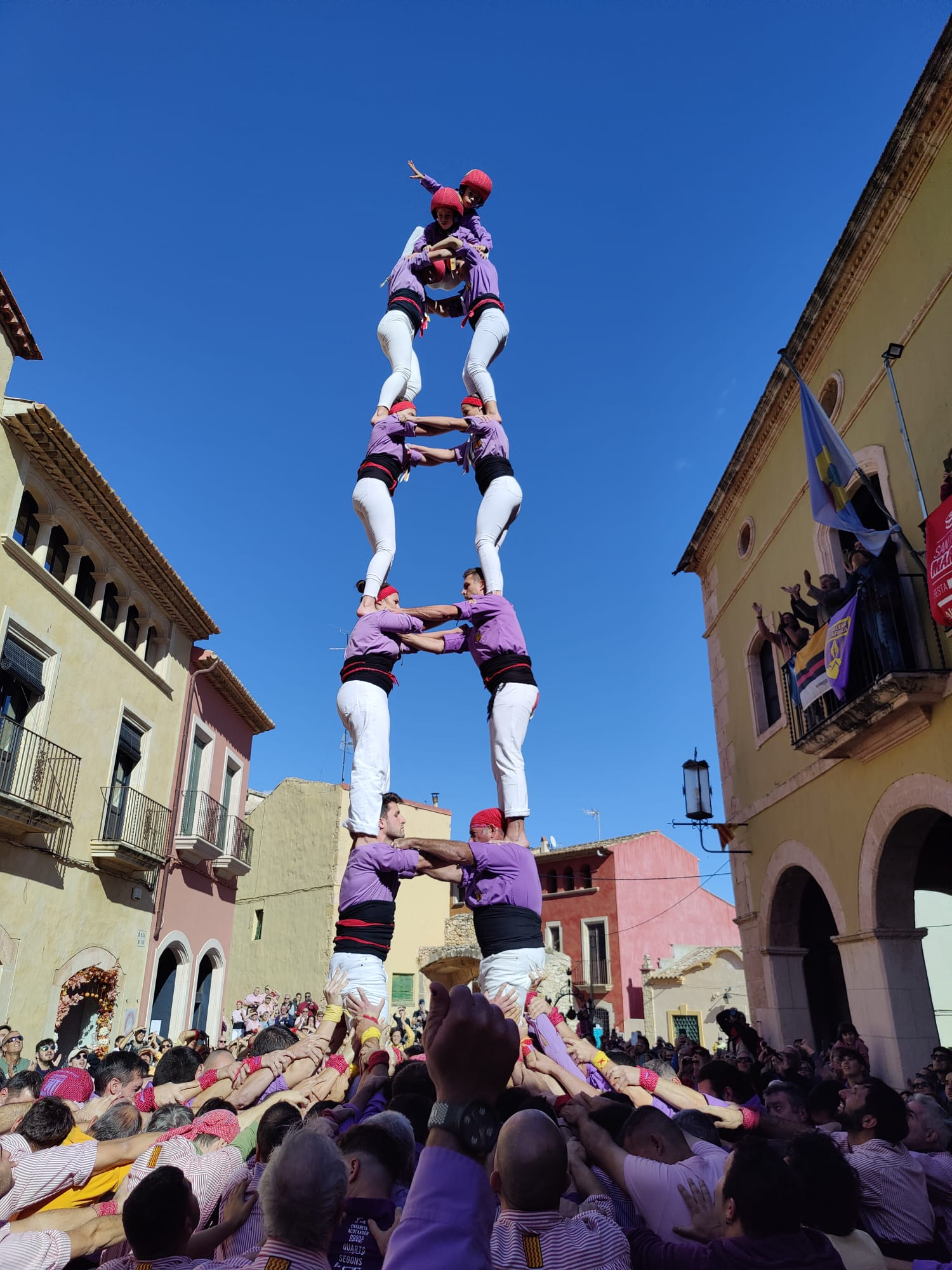
2d7 carregat dels Castellers d'Altafulla per la Diada de Sant Martí, el 5 de Novembre de 2023.

Els Castellers d'Altafulla són una colla castellera d'Altafulla, al Tarragonès, fundada el 1973 i refundada l'any 1995. Fou l'onzena colla més antiga del món casteller. El seu color de camisa és el lila. Els millors castells que han assolit són el 2 de 7, el 5 de 7, el 3 de 7 amb l'agulla i el 4 de 7 amb l'agulla. Altafulla ja havia estat, durant l'època d'or dels castells, una plaça molt castellera. Es creu que els Xiquets de Valls hi van aixecar el pilar de vuit el 1878.
La millor temporada de la història dels Castellers d'Altafulla va ser el 2023, any en què es van assolir les dues milors actuacions de la colla de la història fins al moment, sent la millor per la seva festa major, Sant Martí el dia 5 de novembre a Altafulla, en què descarreguen el 4 de 7 amb l'agulla i el 4 de 7 i carreguen el 2 de 7, castell que havien aconseguit descarregat per primer cop la setmana anterior a la Diada del Mercadal de Reus. Els Castellers d’Altafulla son un clar exemple d’una colla petita, pero amb la gama alta de 7 consolidada en un poble que no supera els 6.000 habitants.
Tenen un calendari d’actuacions molt rellevant dins del món casteller, ja que Altafulla és un poble amb molta tradició castellera. Una d’aquestes actuacions més importants del seu calendari és a mitjants de juliol a la Diada de les Cultures on comparteixen plaça amb els Castellers de Vilafranca i la Colla Vella dels Xiquets de Valls entre d'altres.
Grallers d’Altafulla
Una de les característiques que fan singular a aquesta colla és el seu grup de grallers, des de l'any 1975 els Castellers d'Altafulla són acompanyats a totes les actuacions pels Grallers d'Altafulla. Aquest grup de grallers és un dels més antics de Catalunya en actiu, és a dir que els membres fundadors dels Grallers d'Altafulla encara estan en actiu dins del grup. En multitud d'actes de la Festa Major Altafullenca es pot sentir la seva música.
Els Grallers d'Altafulla han sigut pioners en el món de la gralla durant la recuperació de l’instrument després del franquisme, juntament amb els Grallers de Vilafranca, l'Escola de Grallers de Sitges, entre d'altres.
El seu só potent i característic fan únic el seu Toc de Castells dona llum als Castellers d'Altafulla. No s'entén els Castellers d'Altafulla sense els seus històrics grallers.